# MBN 뉴스와이드12
《MBN 뉴스와이드12》는 평일 낮 12시에 방송되는 매일경제TV MBN의 정오종합뉴스 프로그램이다.

## 진행자
- 이혜경 앵커

## 경쟁 뉴스 프로그램
- KBS 뉴스 12 (KBS 1TV)
- MBC 정오뉴스 (MBC TV)
- SBS 12 뉴스 (SBS TV)
- EBS 정오뉴스 (EBS TV)